# Isla Kapiti

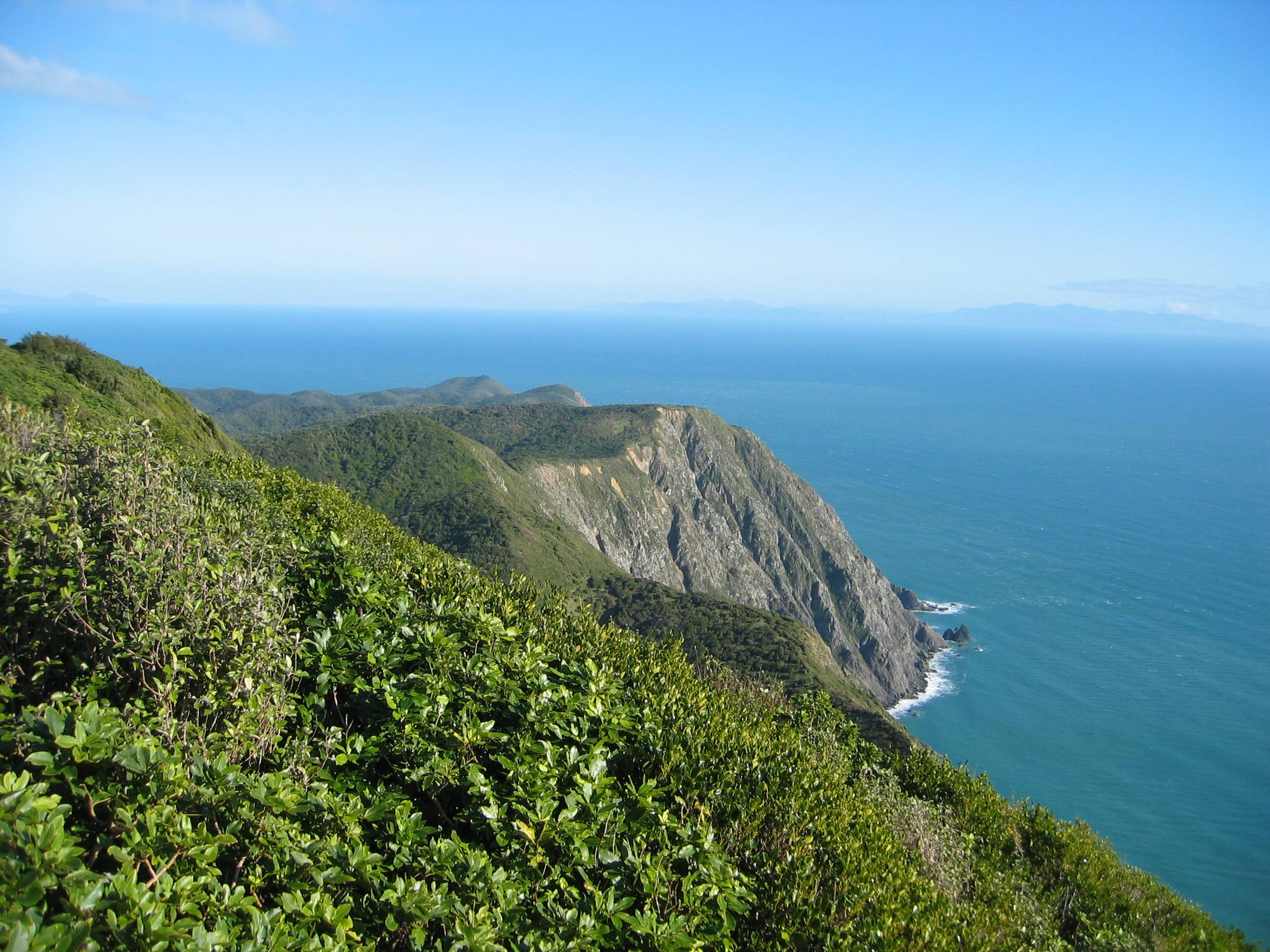
La costa de la isla kapiti.

La Isla Kapiti es una isla situada en la parte suroeste de la Isla Norte de Nueva Zelanda. Mide 10 kilómetros (6,2 mi) de norte a sur, y 2 kilómetros (1,2 mi) de ancho, siendo más o menos de forma rectangular, y tiene un área de 19,65 km² (7,6 mi²).

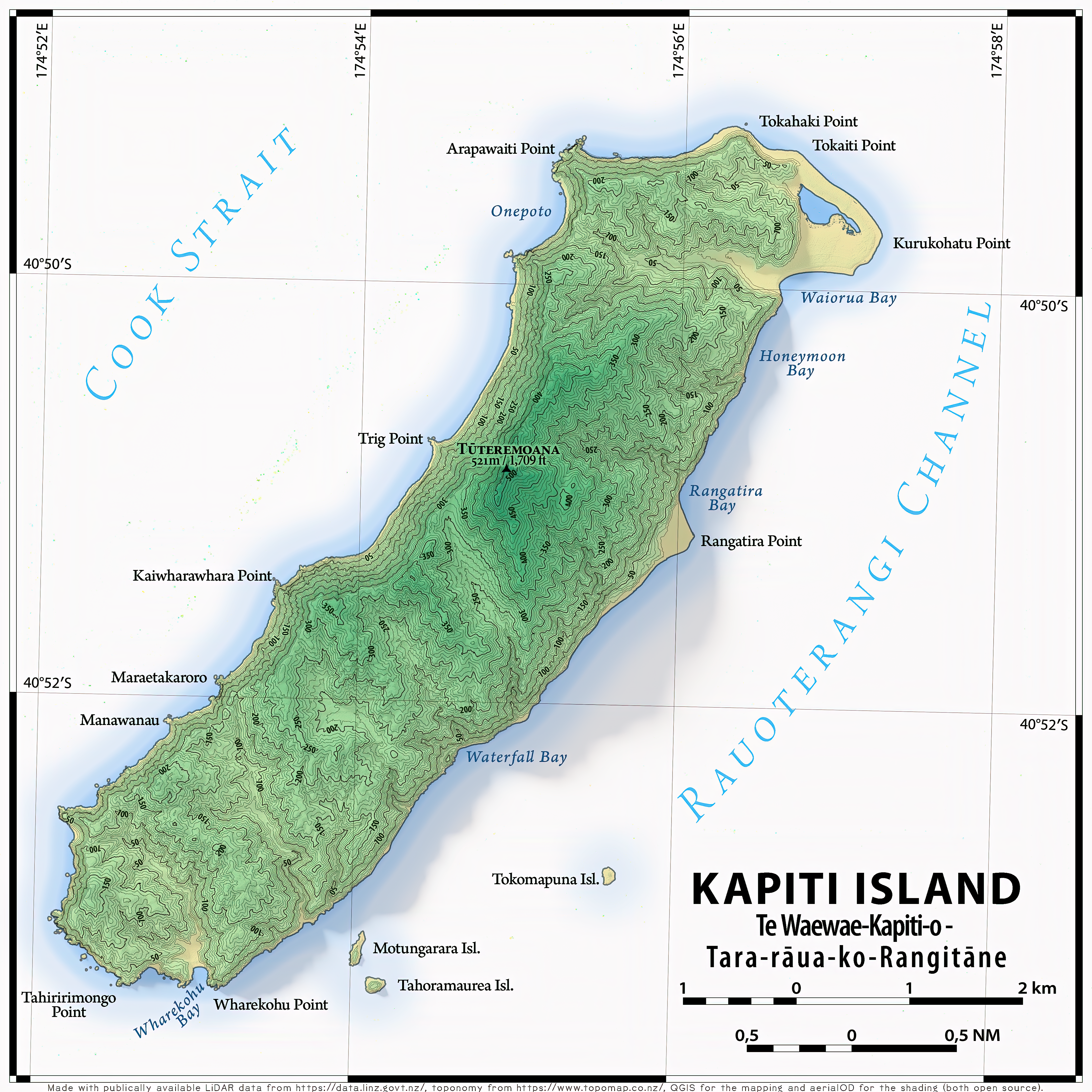
Mapa topográfico de la isla Kapiti

La isla está separada de la Isla Norte por el canal Rauoterangi. El punto más alto de la isla es  Tuteremoana , 521 m (1709 pies). El lado hacia el mar (oeste) de la isla es particularmente rocoso y tiene altos acantilados, algunos de cientos de metros de altura, que caen directamente al mar. Los acantilados están sujetos a fuertes vientos predominantes del oeste y la vegetación de matorral que crece allí es baja y atrofiada por las duras condiciones ambientales. Una sección transversal de la isla mostraría casi un triángulo rectángulo, revelando sus orígenes al estar en una línea falla (parte de la misma cresta que Rango Tararua).
La vegetación de la isla está dominada por arbustos y el bosque de kohekohe, tawa, y kanuka. La mayor parte del bosque se está regenerando después de años de quemaduras y agricultura, pero algunas áreas de arbustos originales con 30 m (98 pies) árboles permanecen.
Su nombre ha sido utilizado desde 1989 por el Consejo Distrito de la Costa de Kapiti, que incluye ciudades como Paekakariki, Raumati, Paraparaumu y Waikanae

## Historia

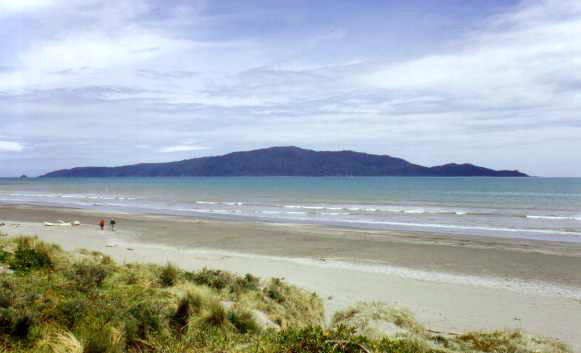
Kapiti Island seen from Waikanae Beach, Kapiti Coast.

El nombre completo maorí de la isla es "Te Feet-Kapiti-o-Tara-te-Rangitane" (que, a pesar del error popular, no tiene relación con la palabra maorí "Kapāpiti" (repollo)).
La isla fue descubierta en 1770 durante el primer viaje de James Cook. En los siglos 18 y 19 maoríes se establecieron en la isla. Te Rauparaha formó una base aquí, y su tribu Ngāti Toa navegaba regularmente en canoas en viajes de asalto hasta el Río Whanganui y bajaba a Marlborough. En la Batalla de Wairo (1824), los Ngāti Toa destruyeron una fuerza de 2,000 guerreros continentales que habían desembarcado en el extremo norte de Kapiti en un intento de capturar la isla.
El mar cercano era un vivero de ballenas, y durante la caza de ballenas veces 2.000 personas se asentaron en la isla. El petróleo se derritió de grasa y se envió a América para su uso en maquinaria antes de que se utilizara el petróleo. Aunque las ballenas se pueden ver una vez al año durante la temporada de parto, todavía hay menos de lo que solía ser.
El potencial de conservación de la isla fue visto ya en 1870. Fue reservado como un santuario de aves en 1897, pero no fue hasta 1987 que Departamento de Conservación (DOC) se hizo cargo La administración de la isla. En las décadas de 1980 y 1990 se hicieron esfuerzos para devolver la isla a su estado natural; se eliminaron las primeras ovejas y zarigüeya s. En una acción que pocos creían posible para una isla de su tamaño, rata fueron erradicadas en 1998.
En 2003, el Grupo de Acción de Biodiversidad anónimo afirmó haber lanzado 11 zarigüeyas en la isla. No se ha encontrado evidencia de las zarigüeyas introducidas.

## Actualidad
La isla es el sitio de la Reserva Natural de la Isla Kapiti y linda con la Reserva Marina de Kapiti. La mayor parte es propiedad de Corona de Nueva Zelanda. [cita requerida]
La isla es el hogar de una serie de aves nativas, en su mayoría reintroducidas. Estos incluyen takahe, North Island kōkako, teal marrón, stitchbird (hihi), North Island saddleback (tieke), tomtit (miromiro), fantail (piwakawaka), morepork (ruru), weka y North Island robin (toutouwai). El brown kiwi y little kiwi manchado fueron liberados en la isla entre 1890 y 1910, y la isla es ahora el baluarte de esta última especie. La erradicación de ratas ha llevado a un aumento de periquitos de frente roja, Isla del norte robin, bellbird s, y saddlebacks y la isla es considerada una de Nueva Zelanda es el sitio más importante para la recuperación de aves, así como un importante sitio de reproducción, para aves marinas. En abril de 2005, el  murciélago de cola corta en peligro crítico de extinción fue introducido en la isla desde una población amenazada en Tararuas, proporcionándoles un hábitat separado y más seguro.
Debido a la proximidad de Wellington, hay viajes turísticos regulares a la isla, limitado a 160 personas por día, y es un destino especialmente popular para birdwatchers. Al no tener depredadores naturales mamíferos, las aves de Nueva Zelanda confían y es probable que un visitante de la isla sea recompensado al ver una serie de especies diferentes.
El 14 de junio de 2007, uno de los edificios de la estación de guardaparques del Departamento de Conservación se incendió, lo que provocó una importante operación de emergencia para evitar la propagación del fuego a los arbustos nativos. Treinta bomberos fueron trasladados a la isla y lograron contener el incendio, evitando daños graves al ecosistema.
Un armiño, un mustelid introducido responsable de diezmar la vida de las aves en Nueva Zelanda, fue visto en la isla en diciembre de 2010, y en agosto del próximo año el Departamento de Conservación había matado a tres de ellos. Se cree que no podrían haber nadado los cinco kilómetros de mar abierto desde la costa de Kapiti.